# Photoscotosia rectilinearia
Photoscotosia rectilinearia là một loài bướm đêm trong họ Geometridae.